# Golding Island
Golding Island är en ö i territoriet Falklandsöarna (Storbritannien). Den ligger i den nordvästra delen av ögruppen, 140 km väster om huvudstaden Stanley.